# Biểu đồ hình nến
Một biểu đồ hình nến là một loại biểu đồ tài chính dùng để mô tả chuyển động giá của một chứng khoán, phái sinh tài chính, hoặc là tiền tệ. Mỗi "thanh nến" thường cho thấy một ngày nào đó, để ví dụ, một biểu đồ tháng có thể có 20 ngày tương ứng với 20 "thanh nến".
Nó như là một sự kết hợp giữa biểu đồ dòng và biểu đồ thanh: Mỗi thanh đại diện cho tất cả bốn thông tin quan trọng trong ngày: Điểm mở, điểm đóng, điểm cao và điểm thấp.
Biểu đồ hình nến được dùng nhiều nhất trong kỹ thuật phân tích của các mẫu của vốn và giá trị tiền tệ. Chúng có bề ngoài giống như hộp âm mưu, nhưng thực sụ không có sự liên quan ở đây.

## Lịch sử
Biểu đồ hình nến được cho rằng đã được phát triển trong thế kỷ 18 bởi Munehisa Homma, một thương nhân gạo Nhật Bản của công cụ tài chính. Chúng đã được giới thiệu tới thế giới phương tây bởi Steve Nison trong cuốn sách của ông, Japanese Candlestick Charting Techniques.
Trong Beyond Candlesticks, Nison nói, "Tuy nhiên, dựa vào nghiên cứu của tôi, khó có khả năng rằng Homma đã dùng biểu đồ hình nến này. Như sẽ được trình bày sau này, khi tôi nói về sự tiến hóa của những biểu đồ hình nến, dường như rằng những biểu đồ hình nến đã được phát triển trong thời gian đầu của thời kì Minh Trị ở Nhật Bản (cuối những năm 1800)."

## Mô tả

Hình ảnh một thanh nến trong biểu đồ. Nắp Thấp và nắp Cao thường không được thể hiện nhưng có thể được thêm vào cho dễ đọc.

Những thanh nến thường là sự kết hợp giữa phần thân nến (đen hoặc trắng), và phần bóng ở trên và dưới thân (bấc nến): Vùng nằm giữa điểm Mở và điểm Đóng được gọi là phần thân, phần giá dôi ra ở phía trên và phía dưới phần thân được gọi là phần bóng. Bấc nến thể hiện điểm cao nhất và thấp nhất của giá giao dịch của chứng khoán trong phiên mà nó thể hiện. Phần thân thể hiện giao dịch mở và đóng của phiên. Nếu chứng khoán đóng phiên cao hơn mở phiên, phần thân là màu trắng hoặc trống, với giá mở phiên ở đáy và giá đóng phiên ở đỉnh của phần thân. Nếu chứng khoán đóng phiên thấp hơn mở phiên, phần thân là màu đen, với giá mở phiên ở đỉnh và giá đóng phiên ở đáy của phần thân. Một thanh nến không cần phải có phần thân hoặc bấc.

Trong mua bán, xu hướng của biểu đồ hình nến được phán đoán và thường thể hiện với màu sắc.

Để nổi bật chuyển động giá, biểu đồ hình nến hiện đại (đặc biệt là những hiển thị kỹ thuật số) thường thay thế các màu đen hoặc màu trắng của thân nến với màu sắc như màu đỏ (cho một đóng phiên thấp hơn) và màu xanh lá cây hoặc màu xanh da trời (đối với đóng phiên cao hơn). Trong một số các quốc gia Đông Á như Đài Loan, Trung Quốc, Nhật Bản, và Hàn Quốc, màu sắc bị đảo ngược (màu đỏ cho đóng phiên cao hơn và màu xanh lá/xanh da trời cho một đóng phiên thấp hơn).

### Mẫu nến
Ngoài các mô hình khá đơn giản mô tả trong phần trên, có những mẫu phức tạp và khó khăn hơn đã được xác định kể từ khi thành lập các phương pháp biểu đồ. Các mẫu phức tạp có thể được nhuộm màu hoặc đánh dấu cho tốt hơn về thị giác.
Thay vì sử dụng mở-cao-thấp-đóng cho một khoảng thời gian nhất định (ví dụ, 5 phút, 1 giờ, 1 ngày, 1 tháng, 1 năm), thanh nến cũng có thể được xây dựng bằng cách sử dụng mở-cao-thấp-đóng cho một loạt khối lượng quy định (ví dụ, 1000; 100.000; 1 triệu cổ phiếu mỗi thanh nến).

## Cách sử dụng
Biểu đồ hình nến là một hỗ trợ thị giác để đưa ra quyết định trong chứng khoán, thị trường ngoại hối, thị trường hàng hóa, và giao dịch tùy chọn. Ví dụ, khi thanh là màu trắng và cao tương đối so với khoảng thời gian khác, nó có nghĩa là người mua rất lạc quan. Ngược lại là đúng đối với một thanh màu đen. Biểu đồ hình nến phục vụ như là một nền tảng của phân tích kỹ thuật.

## Nến Heikin Ashi
Nến Heikin-Ashi (平均足, tiếng Nhật cho 'thanh trung bình') là một phiên bản có trọng số của thanh nến tính theo công thức sau:
- Đóng = (mở + cao + thấp + đóng) / 4
- Cao = Tối đa của cao, mở, hoặc đóng (giá trị cao nhất)
- Thấp = Tối thiểu của thấp, mở, hoặc đóng (giá trị nhỏ nhất)
- Mở = (mở của thanh trước đó + đóng của thanh trước đó) / 2

Nến Heikin-Ashi phải được sử dụng một cách thận trọng liên quan đến giá cả như phần thân không nhất thiết phải đồng bộ với giá trị thực tế mở / đóng phiên. Không giống với biểu đồ nến thông thường, một bấc dài cho thấy sức mạnh hơn, trong khi cùng kỳ trên một biểu đồ tiêu chuẩn có thể hiển thị một cơ thể dài với rất ít hoặc không có bấc. Tùy thuộc vào phần mềm hoặc sở thích của người dùng, Heikin-Ashi có thể được sử dụng để biểu đồ giá (thay vì biểu đồ dòng, thanh, hay nến), như là một chỉ thị phủ lên trên một biểu đồ thông thường, hoặc như là một chỉ vẽ trên một cửa sổ riêng biệt.